# Djuptjärnen (Norra Ny socken, Värmland, 670736-135973)
Djuptjärnen är en sjö i Torsby kommun i Värmland och ingår i Göta älvs huvudavrinningsområde.